# Africký pohár národů 2021 (soupisky)
Soupisky na Africký pohár národů 2021, který se hrál v Kamerunu.
| Zlato              | Stříbro          | Bronz              |
| ------------------ | ---------------- | ------------------ |
| Senegal • Soupiska | Egypt • Soupiska | Kamerun • Soupiska |

## Skupina A

### Burkina Faso
Hlavní trenér:  Kamou Malo
| Jméno              | Datum narození | Klub                  |
| Brankáři           | Brankáři       | Brankáři              |
| ------------------ | -------------- | --------------------- |
| Aboubacar Sawadogo | 10.8.1989      | Rail Club du Kadiogo  |
| Hervé Koffi        | 16.10.1996     | R. Charleroi SC       |
| Farid Ouédraogo    | 26.12.1996     | US des Forces Armées  |
| Kilian Nikiema     | 22.6.2003      | ADO Den Haag          |
| Obránci            |                |                       |
| Oula Abass Traoré  | 29.9.1995      | Horoya AC             |
| Soumaïla Ouattara  | 4.7.1995       | Raja Casablanca       |
| Patrick Malo       | 18.2.1992      | Hassania Agadir       |
| Issa Kaboré        | 12.5.2001      | Troyes AC             |
| Edmond Tapsoba     | 2.2.1999       | Bayer 04 Leverkusen   |
| Hermann Nikiema    | 30.11.1988     | Salitas FC            |
| Issoufou Dayo      | 6.8.1991       | RS Berkane            |
| Steeve Yago        | 16.12.1992     | Aris Limassol         |
| Záložníci          |                |                       |
| Saïdou Simporé     | 31.8.1992      | Al-Ittihad Alexandrie |
| Dramane Nikièma    | 17.10.1988     | Horoya AC             |
| Ismahila Ouédraogo | 5.11.1999      | PAOK Soluň            |
| Gustavo Sangaré    | 8.11.1996      | US Quevilly-Rouen     |
| Blati Touré        | 4.8.1994       | AFC Eskilstuna        |
| Adama Guira        | 24.4.1988      | Racing Rioja CF       |
| Útočníci           |                |                       |
| Djibril Ouattara   | 19.9.1999      | OC Safi               |
| Eric Traoré        | 21.5.1996      | Pyramids FC           |
| Bertrand Traoré -  | 6.9.1995       | Aston Villa FC        |
| Mohamed Konaté     | 12.12.1997     | RFK Achmat Groznyj    |
| Abdoul Tapsoba     | 23.8.2001      | Standard Lutych       |
| Zakaria Sanogo     | 11.12.1996     | FC Ararat-Armenia     |
| Hassane Bandé      | 30.10.1998     | NK Istra 1961         |
| Cyrille Bayala     | 24.5.1996      | AC Ajaccio            |
| Kouamé Botué       | 7.8.2002       | AC Ajaccio            |
| Dango Ouattara     | 11.2.2002      | FC Lorient            |

### Kamerun
Hlavní trenér:  Toni Conceição
| Jméno                      | Datum narození | Klub                     |
| Brankáři                   | Brankáři       | Brankáři                 |
| -------------------------- | -------------- | ------------------------ |
| Jean Efala                 | 11.8.1992      | Akwa United FC           |
| Devis Epassy               | 2.2.1993       | OFI Kréta                |
| Simon Omossola             | 5.5.1998       | AS Vita Club             |
| André Onana                | 2.4.1996       | AFC Ajax                 |
| Obránci                    |                |                          |
| Enzo Ebosse                | 11.3.1999      | Angers SCO               |
| Harold Moukoudi            | 27.11.1997     | AS Saint-Étienne         |
| Michael Ngadeu-Ngadjui     | 23.11.1990     | KAA Gent                 |
| Ambroise Oyongo            | 22.6.1991      | Montpellier HSC          |
| Olivier Mbaissidara Mbaizo | 15.8.1997      | Philadelphia Union       |
| Collins Fai                | 23.11.1992     | Standard Lutych          |
| Jean-Charles Castelletto   | 26.1.1995      | FC Nantes                |
| Jérôme Onguéné             | 22.12.1997     | FC Red Bull Salzburg     |
| Nouhou Tolo                | 23.6.1997      | Seattle Sounders FC      |
| Záložníci                  |                |                          |
| André-Frank Zambo Anguissa | 16.11.1995     | SSC Neapol               |
| Samuel Gouet               | 14.12.1997     | KV Mechelen              |
| Pierre Kunde               | 26.7.1995      | Olympiakos Pireus        |
| Martin Hongla              | 16.3.1998      | Hellas Verona FC         |
| Jean Onana                 | 8.1.2000       | FC Girondins de Bordeaux |
| James Léa Siliki           | 12.6.1996      | Middlesbrough FC         |
| Yvan Neyou                 | 3.1.1997       | AS Saint-Étienne         |
| Útočníci                   |                |                          |
| Nicolas Moumi Ngamaleu     | 9.7.1994       | BSC Young Boys           |
| Clinton N'Jie              | 15.8.1993      | FK Dynamo Moskva         |
| Stéphane Bahoken           | 28.5.1992      | Angers SCO               |
| Vincent Aboubakar -        | 22.1.1992      | Al-Nassr FC              |
| Christian Bassogog         | 18.10.1995     | Šanghaj Šen-chua         |
| Karl Toko Ekambi           | 14.9.1992      | Olympique Lyon           |
| Eric Maxim Choupo-Moting   | 23.3.1989      | FC Bayern Mnichov        |
| Ignatius Ganago            | 16.2.1999      | RC Lens                  |

### Kapverdy
Hlavní trenér:  Bubista
| Jméno                | Datum narození | Klub                   |
| Brankáři             | Brankáři       | Brankáři               |
| -------------------- | -------------- | ---------------------- |
| Vozinha              | 3.6.1986       | AEL Limassol           |
| Márcio Rosa          | 23.2.1997      | CDC Montalegre         |
| Kevin Sousa          | 6.6.1994       | CS Mindelense          |
| Elber Evora          | 2.12.1999      | AEL Limassol           |
| Obránci              |                |                        |
| Stopira -            | 20.5.1988      | Fehérvár FC            |
| Diney                | 17.1.1995      | ASFAR Rabat            |
| Roberto Lopes        | 17.6.1992      | Shamrock Rovers FC     |
| Steve Furtado        | 22.11.1994     | PFK Beroe Stara Zagora |
| Carlos Ponck         | 13.1.1995      | İstanbul Başakşehir FK |
| Dylan Tavares        | 30.8.1996      | Neuchâtel Xamax        |
| Steven Fortès        | 17.4.1992      | KV Oostende            |
| Jeffry Fortes        | 22.3.1989      | De Graafschap          |
| Delmiro              | 29.8.1988      | Aris Limassol          |
| Záložníci            |                |                        |
| Nuno Miguel Borges   | 31.3.1988      | Casa Pia AC            |
| Marco Soares         | 16.6.1984      | FC Arouca              |
| Patrick Andrade      | 9.2.1993       | FK Karabach            |
| Jamiro Monteiro      | 28.11.1993     | Philadelphia Union     |
| Kenny Rocha Santos   | 3.1.2000       | KV Oostende            |
| João Paulo Fernandes | 26.5.1998      | CD Feirense            |
| Nenass               | 5.7.1995       | Aalesunds FK           |
| Útočníci             |                |                        |
| Lisandro Semedo      | 12.3.1996      | Fortuna Sittard        |
| Gilson Tavares       | 29.12.2001     | GD Estoril Praia       |
| Garry Rodrigues      | 27.11.1990     | Olympiakos Pireus      |
| Willis Furtado       | 4.9.1997       | FK Jerv                |
| Júlio Tavares        | 19.11.1988     | Al Faisaly FC          |
| Ryan Mendes          | 8.1.1990       | Al-Nasr SC             |
| Vagner Gonçalves     | 10.1.1996      | FC Sion                |
| Willy Semedo         | 27.4.1994      | Pafos FC               |

### Etiopie
Hlavní trenér:  Wubetu Abate
| Jméno                | Datum narození | Klub                |
| Brankáři             | Brankáři       | Brankáři            |
| -------------------- | -------------- | ------------------- |
| Jemal Tassew         | 27.4.1989      | Fasil Kenema SC     |
| Teklemariam Shanko   | 2.1.1998       | Ethiopian Coffee SC |
| Fasil Gerbremichael  | 17.10.2000     | Bahir Dar Kenema FC |
| Firew Getahun        | 8.9.1996       | Dire Dawa City SC   |
| Obránci              |                |                     |
| Suleman Hamid        | 20.10.1997     | Saint George SC     |
| Mignot Debebe        | 2.9.1995       | Saint George SC     |
| Desta Yohannes       | 17.4.1998      | Adama City FC       |
| Aschalew Tamene      | 22.11.1991     | Fasil Kenema SC     |
| Yared Bayeh          | 22.1.1995      | Fasil Kenema SC     |
| Ramadan Yusef        | 12.2.2001      | Wolkite City FC     |
| Asrat Tunjo          | 29.11.1996     | Ethiopian Coffee SC |
| Ahmed Reshid         | 3.9.1995       | Bahir Dar Kenema FC |
| Záložníci            |                |                     |
| Mesud Mohammed       | 18.2.1990      | Jimma Aba Jifar FC  |
| Gatoch Panom         | 30.11.1994     | Saint George SC     |
| Amanuel Yohannes     | 14.3.1999      | Ethiopian Coffee SC |
| Yihun Endashew       | 5.11.1992      | Fasil Kenema SC     |
| Firew Solomon        | 18.9.1992      | Sidama Coffee SC    |
| Fitsum Alemu         | 15.7.1995      | Bahir Dar Kenema FC |
| Bezabeh Meleyo       | 26.6.1995      | Fasil Kenema SC     |
| Shimelis Bekele      | 17.10.1990     | El Gouna FC         |
| Útočníci             |                |                     |
| Getaneh Kebede -     | 2.4.1992       | Wolkite City FC     |
| Abubeker Nassir      | 23.2.2000      | Ethiopian Coffee SC |
| Amanuel Gebremichael | 5.2.1999       | Saint George SC     |
| Shimeket Gugesa      | 1.1.1995       | Fasil Kenema SC     |
| Mesfin Tafesse       | 26.11.2001     | Hawassa City SC     |
| Mujib Kassim         | 19.10.1995     | JS Kabylie          |
| Dawa Hotessa         | 9.3.1996       | Adama City FC       |

## Skupina B

### Guinea
Hlavní trenér:  Kaba Diawara
| Jméno                  | Datum narození | Klub                 |
| Brankáři               | Brankáři       | Brankáři             |
| ---------------------- | -------------- | -------------------- |
| Aly Keita              | 8.12.1986      | Östersunds FK        |
| Moussa Camara          | 27.11.1998     | Horoya AC            |
| Ibrahim Koné           | 5.12.1989      | Hibernians FC        |
| Obránci                |                |                      |
| Issiaga Sylla          | 1.1.1994       | Toulouse FC          |
| Ibrahima Conté II      | 3.4.1996       | Chamois Niortais FC  |
| Saïdou Sow             | 4.7.2002       | AS Saint-Étienne     |
| Mohamed Ali Camara     | 28.8.1997      | BSC Young Boys       |
| Mikael Dyrestam        | 10.12.1991     | Sarpsborg 08 FF      |
| Ousmane Kanté          | 21.9.1989      | Paris FC             |
| Pa Konate              | 25.4.1994      | PFK Botev Plovdiv    |
| Fodé Camara            | 23.6.2002      | Horoya AC            |
| Gaoussou Youssouf Siby | 15.4.2000      | Wakriya AC           |
| Záložníci              |                |                      |
| Morlaye Sylla          | 27.7.1998      | Horoya AC            |
| Amadou Diawara         | 17.7.1997      | AS Řím               |
| Ibrahima Cissé         | 28.2.1994      | RFC Seraing          |
| Naby Keïta -           | 10.2.1995      | Liverpool FC         |
| Ibrahima Conté I       | 3.4.1991       | Bnei Sakhnin FC      |
| Ilaix Moriba           | 19.1.2003      | RB Leipzig           |
| Mamadou Kané           | 22.1.1997      | Neftçi Bakı PFK      |
| Aguibou Camara         | 20.5.2001      | Olympiakos Pireus    |
| Mory Konaté            | 15.11.1993     | K. Sint-Truidense VV |
| Útočníci               |                |                      |
| José Kanté             | 27.9.1990      | FK Kajrat Almaty     |
| Morgan Guilavogui      | 10.3.1998      | Paris FC             |
| Mohamed Bayo           | 4.6.1998       | Clermont Foot        |
| Seydouba Soumah        | 11.6.1991      | Kuwait SC            |
| Sory Kaba              | 10.4.1995      | Oud-Heverlee Leuven  |
| Mamadou Diallo         | 19.9.1994      | Grenoble Foot 38     |

### Malawi
Hlavní trenér:  Mario Marinică
| Jméno                     | Datum narození | Klub                           |
| Brankáři                  | Brankáři       | Brankáři                       |
| ------------------------- | -------------- | ------------------------------ |
| Charles Thomu             | 24.1.1999      | Silver Strikers FC             |
| Ernest Kakhobwe           | 26.6.1993      | Nyasa Big Bullets FC           |
| William Thole             | 2.10.1998      | Mighty Wanderers FC            |
| Brighton Munthali         | 11.12.1997     | Silver Strikers FC             |
| Obránci                   |                |                                |
| Stanley Sanudi            | 2.2.1995       | Mighty Wanderers FC            |
| Peter Cholopi             | 19.8.1996      | Mighty Wanderers FC            |
| Dennis Chembezi           | 15.1.1997      | Polokwane City FC              |
| Mark Fodya                | 22.12.1997     | Silver Strikers FC             |
| Lawrence Chaziya          | 19.8.1998      | Civil Service United FC        |
| Limbikani Mzava -         | 12.11.1993     | AmaZulu FC                     |
| Gomezgani Chirwa          | 25.9.1996      | Nyasa Big Bullets FC           |
| Paul Ndhlovu              | 18.2.1989      | Malawi Armed Forces College FC |
| Daniel Austin Chimbalanga | 19.1.1999      | Malawi Armed Forces College FC |
| Záložníci                 |                |                                |
| Charles Petro             | 8.2.2001       | FC Šeriff Tiraspol             |
| Chikoti Chirwa            | 9.3.1992       | Red Lions FC                   |
| Micium Mhone              | 19.1.1992      | Blue Eagles FC                 |
| Chimwemwe Idana           | 7.9.1998       | Nyasa Big Bullets FC           |
| John Banda                | 6.2.1992       | UD Songo                       |
| Gerald Phiri Jr.          | 8.6.1993       | Al-Hilal Club                  |
| Útočníci                  |                |                                |
| Richard Mbulu             | 25.1.1994      | Baroka FC                      |
| Francisco Madinga         | 11.2.2000      | FC Dila Gori                   |
| Gabadinho Mhango          | 27.9.1992      | Orlando Pirates                |
| Peter Banda               | 22.9.2000      | Simba SC                       |
| Robin Ngalande            | 2.11.1992      | Saint George SC                |
| Zebron Kalima             | 13.5.2002      | Silver Strikers FC             |
| Yamikani Chester          | 20.12.1994     | Mighty Wanderers FC            |
| Khuda Muyaba              | 26.1.1993      | Polokwane City FC              |
| Stain Davie               | 23.11.1998     | Silver Strikers FC             |

### Senegal
Hlavní trenér:  Aliou Cissé
| Jméno               | Datum narození | Klub                      |
| Brankáři            | Brankáři       | Brankáři                  |
| ------------------- | -------------- | ------------------------- |
| Seny Dieng          | 23.11.1994     | Queens Park Rangers FC    |
| Édouard Mendy       | 1.3.1992       | Chelsea FC                |
| Alfred Gomis        | 5.9.1993       | Stade Rennais FC          |
| Alioune Badara Faty | 3.5.1999       | Casa Sports de Ziguinchor |
| Obránci             |                |                           |
| Saliou Ciss         | 15.9.1989      | AS Nancy                  |
| Kalidou Koulibaly - | 20.6.1991      | SSC Neapol                |
| Pape Abou Cissé     | 14.9.1995      | Olympiakos Pireus         |
| Fodé Ballo-Touré    | 3.1.1997       | AC Milán                  |
| Abdoulaye Seck      | 4.6.1992       | Royal Antwerp FC          |
| Bouna Sarr          | 31.1.1992      | FC Bayern Mnichov         |
| Ibrahima Mbaye      | 19.11.1994     | Bologna FC 1909           |
| Abdou Diallo        | 4.5.1996       | Paris Saint-Germain FC    |
| Záložníci           |                |                           |
| Idrissa Gueye       | 26.9.1989      | Paris Saint-Germain FC    |
| Nampalys Mendy      | 23.6.1992      | Leicester City FC         |
| Cheikhou Kouyaté    | 21.12.1989     | Crystal Palace FC         |
| Joseph Lopy         | 15.3.1992      | FC Sochaux-Montbéliard    |
| Pape Matar Sarr     | 14.9.2002      | FC Metz                   |
| Moustapha Name      | 5.5.1995       | Paris FC                  |
| Mamadou Loum        | 30.12.1996     | Deportivo Alavés          |
| Pape Gueye          | 24.1.1999      | Olympique Marseille       |
| Útočníci            |                |                           |
| Keita Baldé         | 8.3.1995       | Cagliari Calcio           |
| Boulaye Dia         | 16.11.1996     | Villarreal CF             |
| Sadio Mané          | 10.4.1992      | Liverpool FC              |
| Habib Diallo        | 18.6.1995      | RC Strasbourg Alsace      |
| Bamba Dieng         | 23.3.2000      | Olympique Marseille       |
| Ismaïla Sarr        | 25.2.1998      | Watford FC                |
| Famara Diédhiou     | 15.12.1992     | Alanyaspor                |
| Mame Thiam          | 9.10.1992      | Kayserispor               |

### Zimbabwe
Hlavní trenér:  Norman Mapeza
| Jméno                | Datum narození | Klub                      |
| Brankáři             | Brankáři       | Brankáři                  |
| -------------------- | -------------- | ------------------------- |
| Petros Mhari         | 15.4.1989      | FC Platinum               |
| Talbert Shumba       | 12.5.1990      | Free State Stars FC       |
| Martin Mapisa        | 25.5.1998      | Zamora CF                 |
| Obránci              |                |                           |
| Godknows Murwira     | 4.7.1993       | Dynamos FC                |
| Jordan Zemura        | 14.11.1999     | AFC Bournemouth           |
| Gerald Takwara       | 29.10.1994     | Venda Football Academy FC |
| Alec Mudimu          | 8.4.1995       | FC Torpedo Kutaisi        |
| Bruce Kangwa         | 24.2.1988      | Azam FC                   |
| Onismor Bhasera      | 7.1.1986       | SuperSport United FC      |
| Teenage Hadebe       | 17.9.1995      | Houston Dynamo FC         |
| Peter Muduhwa        | 11.8.1993      | Highlanders FC            |
| Takudzwa Chimwemwe   | 26.10.1992     | Nkana FC                  |
| Záložníci            |                |                           |
| Kelvin Madzongwe     | 1.5.1990       | FC Platinum               |
| Ishmael Wadi         | 19.12.1992     | JDR Stars FC              |
| Kundai Benyu         | 12.12.1997     | Vestri                    |
| Never Tigere         | 16.12.1990     | Azam FC                   |
| Thabani Kamusoko     | 2.3.1988       | ZESCO United FC           |
| Kudakwashe Mahachi   | 29.9.1993      | SuperSport United FC      |
| Temptation Chiwunga  | 10.3.1992      | JDR Stars FC              |
| Bill Antonio         | 3.9.2002       | Dynamos FC                |
| Útočníci             |                |                           |
| David Moyo           | 17.12.1994     | Hamilton Academical FC    |
| Tino Kadewere        | 5.1.1996       | Olympique Lyon            |
| Knowledge Musona -   | 21.6.1990      | At-Ta'ee SC               |
| Prince Dube          | 17.2.1997      | Azam FC                   |
| Admiral Muskwe       | 21.8.1998      | Luton Town FC             |
| Panashe Mutimbanyoka | 21.2.2002      | FC Platinum               |

## Skupina C

### Komory
Hlavní trenér:  Amir Abdou
| Jméno                   | Datum narození | Klub                     |
| Brankáři                | Brankáři       | Brankáři                 |
| ----------------------- | -------------- | ------------------------ |
| Salim Ben Boina         | 19.7.1991      | US Marseille Endoume     |
| Moyadh Ousseni          | 2.4.1993       | Étoile Fréjus St-Raphaël |
| Ali Ahamada             | 19.8.1991      | bez angažmá              |
| Obránci                 |                |                          |
| Kassim Abdallah         | 9.4.1987       | Marignane Gignac FC      |
| Chaker Alhadhur         | 4.12.1991      | AC Ajaccio               |
| Younn Zahary            | 20.10.1998     | SO Choletais             |
| Abdallah Ali Mohamed    | 11.4.1999      | FC Stade Lausanne Ouchy  |
| Jimmy Abdou -           | 13.7.1984      | FC Martigues             |
| Kassim M'Dahoma         | 26.1.1997      | US Avranches             |
| Benjaloud Youssouf      | 11.2.1994      | LB Châteauroux           |
| Mohamed Youssouf        | 26.3.1988      | AC Ajaccio               |
| Kassim Ahamada          | 8.4.1992       | US Créteil-Lusitanos     |
| Alexis Souahy           | 13.1.1995      | New Mexico United        |
| Záložníci               |                |                          |
| Fouad Bachirou          | 15.4.1990      | AC Omonia                |
| Youssouf M'Changama     | 29.8.1990      | EA Guingamp              |
| Nakibou Aboubakari      | 10.3.1993      | FC Sète 34               |
| Rafidine Abdullah       | 15.1.1994      | FC Stade Lausanne Ouchy  |
| Yacine Bourhane         | 30.9.1998      | Go Ahead Eagles          |
| Iyad Mohamed            | 5.3.2001       | AJ Auxerre               |
| Útočníci                |                |                          |
| Faïz Selemani           | 14.11.1993     | KV Kortrijk              |
| Mohamed M'Changama      | 9.6.1987       | FC Nouadhibou            |
| Ali M'Madi              | 21.4.1990      | SAS Épinal               |
| Ibroihim Djoudja        | 6.5.1994       | TS Sporting FC           |
| Ahmed Mogni             | 10.10.1991     | Annecy FC                |
| El Fardou Ben Nabouhane | 10.6.1989      | FK Crvena zvezda         |
| Saïd Bakari             | 22.9.1994      | RKC Waalwijk             |
| Faiz Mattoir            | 12.7.2000      | SO Choletais             |
| Moussa Djoumoi          | 16.7.1999      | AS Saint-Priest          |

### Gabon
Hlavní trenér:  Patrice Neveu
| Jméno                           | Datum narození | Datum úmrtí                     | Klub                      |
| Brankáři                        | Brankáři       | Brankáři                        | Brankáři                  |
| ------------------------------- | -------------- | ------------------------------- | ------------------------- |
| Jean-Noël Amonome               | 24.12.1997     |                                 | AmaZulu FC                |
| Anthony Mfa Mezui               | 7.3.1991       |                                 | FC Rodange 91             |
| Junior Fotso Noubi              | 20.6.1999      |                                 | Vannes OC                 |
| Donald Nzé                      | 5.4.1992       |                                 | AS Maniema Union          |
| Obránci                         |                |                                 |                           |
| Alex Moucketou-Moussounda       | 10.10.2000     |                                 | Aris Limassol             |
| Anthony Oyono                   | 12.4.2001      |                                 | US Boulogne               |
| Sidney Obissa                   | 4.5.2000       |                                 | R. Charleroi SC           |
| Bruno Ecuele Manga              | 16.7.1988      |                                 | Dijon FCO                 |
| Johann Obiang                   | 5.7.1993       |                                 | Rodez AF                  |
| Lloyd Palun                     | 28.11.1988     |                                 | SC Bastia                 |
| David Sambissa                  | 11.1.1996      |                                 | SC Cambuur                |
| Junior Assoumou                 | 22.7.1995      |                                 | Le Mans FC                |
| Gilchrist Nguema                | 7.8.1996       |                                 | bez angažmá               |
| Yannis N'Gakoutou               | 30.9.1998      |                                 | Lyon La Duchère           |
| Záložníci                       |                |                                 |                           |
| Guélor Kanga                    | 1.8.1990       |                                 | FK Crvena zvezda          |
| André Biyogo Poko               | 7.3.1993       |                                 | Altay SK                  |
| Mario Lemina                    | 1.9.1993       |                                 | OGC Nice                  |
| Serge-Junior Martinsson Ngouali | 23.1.1992      |                                 | HNK Gorica                |
| Medwin Biteghé                  | 1.9.1996       |                                 | Al-Hilal SC               |
| Útočníci                        |                |                                 |                           |
| Aaron Boupendza                 | 7.8.1996       | 16. dubna 2025 (ve věku 28 let) | Al-Arabi SC               |
| Pierre-Emerick Aubameyang -     | 18.6.1989      |                                 | FC Barcelona              |
| Axel Méyé                       | 6.6.1995       |                                 | Ittihad Tanger            |
| Jim Allevinah                   | 27.2.1995      |                                 | Clermont Foot             |
| Kévin Mayi                      | 14.1.1993      |                                 | Ümraniyespor              |
| Louis Ameka                     | 3.10.1996      |                                 | Maghreb de Fès            |
| Ulrick Eneme Ella               | 22.5.2001      |                                 | Brighton & Hove Albion FC |
| Denis Bouanga                   | 11.11.1994     |                                 | AS Saint-Étienne          |
| Fahd Ndzengue                   | 7.7.2000       |                                 | NK Tabor Sežana           |

### Ghana
Hlavní trenér:  Milovan Rajevac
| Jméno                 | Datum narození | Klub                             |
| Brankáři              | Brankáři       | Brankáři                         |
| --------------------- | -------------- | -------------------------------- |
| Abdul Manaf Nurudeen  | 8.2.1999       | KAS Eupen                        |
| Lawrence Ati-Zigi     | 29.11.1996     | FC St. Gallen                    |
| Joe Wollacott         | 8.9.1996       | Swindon Town FC                  |
| Richard Attah         | 9.4.1995       | Accra Hearts of Oak SC           |
| Obránci               |                |                                  |
| Andy Yiadom           | 2.12.1991      | Reading FC                       |
| Philomon Baffour      | 6.2.2001       | Dreams FC                        |
| Jonathan Mensah       | 13.7.1990      | Columbus Crew SC                 |
| Gideon Mensah         | 18.7.1988      | FC Girondins de Bordeaux         |
| Abdul Rahman Baba     | 2.7.1994       | Reading FC                       |
| Daniel Amartey        | 1.12.1994      | Leicester City FC                |
| Alexander Djiku       | 9.8.1994       | RC Strasbourg Alsace             |
| Abdul Mumin           | 6.6.1998       | Vitória SC                       |
| Záložníci             |                |                                  |
| Thomas Partey         | 13.6.1993      | Arsenal FC                       |
| Edmund Addo           | 17.5.2000      | FC Šeriff Tiraspol               |
| Daniel-Kofi Kyereh    | 8.3.1996       | FC St. Pauli                     |
| Wakaso Mubarak        | 25.7.1990      | Šen-čen-š’                       |
| Joseph Paintsil       | 1.2.1998       | KRC Genk                         |
| Mohammed Kudus        | 2.8.2000       | AFC Ajax                         |
| Iddrisu Baba          | 22.1.1996      | RCD Mallorca                     |
| David Abagna          | 9.9.1998       | Real Tamale United football Club |
| Útočníci              |                |                                  |
| Abdul Fatawu Issahaku | 8.3.2004       | Dreams FC                        |
| Jordan Ayew           | 11.9.1991      | Crystal Palace FC                |
| André Ayew -          | 17.12.1989     | Al-Sadd SC                       |
| Richmond Boakye       | 28.1.1993      | Bejtar Jeruzalém FC              |
| Samuel Owusu          | 28.3.1996      | Al-Fayha FC                      |
| Kamaldeen Sulemana    | 15.2.2002      | Stade Rennais FC                 |
| Benjamin Tetteh       | 10.7.1997      | Yeni Malatyaspor                 |
| Maxwell Abbey Quaye   | 2.2.1998       | Accra Great Olympics FC          |

### Maroko
Hlavní trenér:  Vahid Halilhodžić
| Jméno                | Datum narození | Klub                       |
| Brankáři             | Brankáři       | Brankáři                   |
| -------------------- | -------------- | -------------------------- |
| Jasín Bunú           | 5.4.1991       | Sevilla FC                 |
| Munír Muhamadí       | 10.5.1989      | Hatayspor                  |
| Ahmad Rizá Tadžnautí | 5.4.1996       | Wydad Casablanca           |
| Obránci              |                |                            |
| Ašraf Hakimí         | 4.11.1998      | Paris Saint-Germain FC     |
| Adám Masína          | 2.1.1994       | Watford FC                 |
| Nayef Aguerd         | 30.3.1996      | Stade Rennais FC           |
| Romain Saïss -       | 26.3.1990      | Wolverhampton Wanderers FC |
| Sufján Čaklá         | 2.9.1993       | Oud-Heverlee Leuven        |
| Sufján Alakúč        | 29.7.1998      | FC Metz                    |
| Sufján Karúní        | 19.10.2000     | NEC Nijmegen               |
| Samí Mmáee           | 8.9.1996       | Ferencvárosi TC            |
| Muhammad Čibí        | 21.1.1993      | ASFAR Rabat                |
| Záložníci            |                |                            |
| Sufján Amrabat       | 21.8.1996      | ACF Fiorentina             |
| Imrán Lúza           | 1.5.1999       | Watford FC                 |
| Azzadín Únah         | 19.4.2000      | Angers SCO                 |
| Fayçal Fajr          | 1.8.1988       | Sivasspor                  |
| Ilías Chaír          | 30.10.1997     | Queens Park Rangers FC     |
| Sálim Amallá         | 15.11.1996     | Standard Lutych            |
| Ajmán Barkók         | 21.5.1998      | Eintracht Frankfurt        |
| Útočníci             |                |                            |
| Ajúb Kábí            | 25.6.1993      | Hatayspor                  |
| Munír Hadadí         | 1.9.1995       | Sevilla FC                 |
| Zakaríja Abuchlál    | 18.2.2000      | AZ Alkmaar                 |
| Sufján Búfál         | 17.9.1993      | Angers SCO                 |
| Júsuf En-Nesjrí      | 1.6.1997       | Sevilla FC                 |
| Ryan Mmáee           | 1.11.1997      | Ferencvárosi TC            |
| Ašraf Benčarkí       | 24.9.1994      | Zamalek SC                 |
| Sufján Rahímí        | 2.6.1996       | Al Ajn FC                  |
| Tárik Tisúdalí       | 2.4.1993       | KAA Gent                   |

## Skupina D

### Egypt
Hlavní trenér:  Carlos Queiroz
| Jméno               | Datum narození | Klub                 |
| Brankáři            | Brankáři       | Brankáři             |
| ------------------- | -------------- | -------------------- |
| Muhammad Šanáwí     | 18.12.1988     | Al-Ahly SC           |
| Muhammad Abú Gabál  | 29.1.1989      | Zamalek SC           |
| Muhammad Sobhí      | 15.7.1999      | Pharco FC            |
| Mahmúd Gád          | 1.10.1998      | ENPPI SC             |
| Obránci             |                |                      |
| Muhammad Abdalmuním | 1.2.1999       | Future FC            |
| Omar Kamál          | 29.9.1993      | Future FC            |
| Ahmád Hegází        | 25.1.1991      | Al Ittihad FC        |
| Ajmán Ašraf         | 9.4.1991       | Al-Ahly SC           |
| Ahmád Abú Fotúh     | 22.3.1998      | Zamalek SC           |
| Mahmúd Hamdí        | 1.6.1995       | Zamalek SC           |
| Mahmúd Alá          | 28.1.1991      | Zamalek SC           |
| Akrám Tawfík        | 8.11.1997      | Al-Ahly SC           |
| Marwán Dawúd        | 27.8.1997      | ENPPI SC             |
| Záložníci           |                |                      |
| Amr Solía           | 2.4.1990       | Al-Ahly SC           |
| Hamdí Fasí          | 29.9.1994      | Al-Ahly SC           |
| Imám Ašúr           | 20.2.1998      | Zamalek SC           |
| Muhammad Alnaní     | 11.7.1992      | Arsenal FC           |
| Muhanad Lašín       | 29.5.1996      | Tala'ea El Gaish SC  |
| Abdaláh Saíd        | 13.7.1985      | Pyramids FC          |
| Ahmád Sajed         | 10.1.1996      | Zamalek SC           |
| Útočníci            |                |                      |
| Trézéguet           | 1.10.1994      | Aston Villa FC       |
| Muhammad Šaríf      | 4.2.1996       | Al-Ahly SC           |
| Mohamed Salah -     | 15.6.1992      | Liverpool FC         |
| Ramadán Sobhí       | 23.1.1997      | Pyramids FC          |
| Mustafa Muhammad    | 28.11.1997     | Galatasaray SK       |
| Omar Marmúš         | 7.2.1999       | VfB Stuttgart        |
| Ibrahim Adél        | 23.4.2001      | Pyramids FC          |
| Marwán Hamdí        | 15.11.1996     | Smouha Sporting Club |

### Guinea-Bissau
Hlavní trenér:  Baciro Candé
| Jméno            | Datum narození | Klub                   |
| Brankáři         | Brankáři       | Brankáři               |
| ---------------- | -------------- | ---------------------- |
| Jonas Mendes -   | 20.11.1989     | bez angažmá            |
| Maurice Gomis    | 10.11.1997     | AO Ajia Napa           |
| Manuel Baldé     | 14.11.2002     | FC Vizela              |
| Obránci          |                |                        |
| Fali Candé       | 24.1.1998      | Portimonense SC        |
| Leonel Ucha      | 9.5.1988       | AC Marinhense          |
| Simão Júnior     | 29.8.1998      | UD Vilafranquense      |
| Fernandy Mendy   | 16.1.1994      | Alloa Athletic FC      |
| Jefferson Encada | 17.4.1998      | Leixões SC             |
| Nanu             | 17.5.1994      | FC Porto               |
| Opa Sanganté     | 1.2.1991       | LB Châteauroux         |
| Záložníci        |                |                        |
| Panutche Camará  | 28.2.1997      | Plymouth Argyle FC     |
| Bura Nogueira    | 22.12.1995     | SC Farense             |
| Mimito Biai      | 12.12.1997     | Académica de Coimbra   |
| Pelé             | 29.9.1991      | AS Monaco FC           |
| Moreto Cassamá   | 16.2.1998      | Stade Reims            |
| Sori Mané        | 3.4.1996       | Moreirense FC          |
| Alfa Semedo      | 30.8.1997      | Vitória SC             |
| Útočníci         |                |                        |
| Mauro Rodrigues  | 15.4.2001      | FC Sion                |
| Steve Ambri      | 12.8.1997      | FC Sochaux-Montbéliard |
| Jorginho         | 21.9.1995      | Wisła Płock            |
| Frédéric Mendy   | 18.9.1988      | Vitória FC             |
| Mama Baldé       | 6.11.1995      | Troyes AC              |
| Piqueti          | 12.2.1993      | Ash-Shoulla FC         |
| Joseph Mendes    | 30.3.1991      | Chamois Niortais FC    |

### Nigérie
Hlavní trenér:  Augustine Eguavoen
| Jméno                  | Datum narození | Klub                     |
| Brankáři               | Brankáři       | Brankáři                 |
| ---------------------- | -------------- | ------------------------ |
| Maduka Okoye           | 28.8.1999      | Sparta Rotterdam         |
| Daniel Akpeyi          | 3.8.1986       | Kaizer Chiefs FC         |
| Francis Uzoho          | 28.10.1998     | AC Omonia                |
| John Noble Barinyima   | 6.6.1993       | Enyimba International FC |
| Obránci                |                |                          |
| Ola Aina               | 8.10.1996      | Turín FC                 |
| Jamilu Collins         | 5.8.1994       | SC Paderborn 07          |
| William Troost-Ekong - | 1.9.1993       | Watford FC               |
| Semi Ajayi             | 9.11.1993      | West Bromwich Albion FC  |
| Zaidu Sanusi           | 13.6.1997      | FC Porto                 |
| Chidozie Awaziem       | 1.1.1997       | Alanyaspor               |
| Tyronne Ebuehi         | 16.12.1995     | Benátky FC               |
| Kenneth Omeruo         | 17.10.1993     | CD Leganés               |
| Olisa Ndah             | 21.1.1998      | Orlando Pirates          |
| Záložníci              |                |                          |
| Wilfred Ndidi          | 16.12.1996     | Leicester City FC        |
| Frank Onyeka           | 1.1.1998       | Brentford FC             |
| Joe Aribo              | 21.7.1996      | Rangers FC               |
| Chidera Ejuke          | 2.1.1998       | PFK CSKA Moskva          |
| Alex Iwobi             | 3.5.1996       | Everton FC               |
| Kelechi Nwakali        | 5.6.1998       | SD Huesca                |
| Útočníci               |                |                          |
| Ahmed Musa             | 14.10.1992     | Fatih Karagümrük         |
| Henry Onyekuru         | 5.6.1997       | Olympiakos Pireus        |
| Kelechi Iheanacho      | 3.10.1996      | Leicester City FC        |
| Moses Simon            | 12.7.1995      | FC Nantes                |
| Samuel Chukwueze       | 22.5.1999      | Villarreal CF            |
| Taiwo Awoniyi          | 12.8.1997      | 1. FC Union Berlín       |
| Umar Sadiq             | 2.2.1997       | UD Almería               |
| Peter Olayinka         | 16.11.1995     | SK Slavia Praha          |

### Súdán
Hlavní trenér:  Burhan Tia
| Jméno               | Datum narození | Klub                     |
| Brankáři            | Brankáři       | Brankáři                 |
| ------------------- | -------------- | ------------------------ |
| Ali Abu Eshrein     | 6.12.1989      | Al-Hilal Club            |
| Ishag Adam          | 1.1.1999       | Al-Hilal Club            |
| Mohamed Mustafa     | 19.2.1996      | Al-Merrikh SC            |
| Obránci             |                |                          |
| Elsadig Hassan      | 4.9.1996       | Al-Shorta El-Gadarif     |
| Amjad Ismail        | 1.1.1993       | Al-Ahly Shendi           |
| Salah Nemer -       | 5.2.1992       | Al-Merrikh SC            |
| Mustafa Karshoum    | 6.12.1992      | Al-Merrikh SC            |
| Mohamed Amin        | 6.11.1998      | Motala AIF               |
| Awad Zaid           | 1.1.1993       | Al-Ahli SC               |
| Mazin Mohamedein    | 2.5.2000       | Tuti SC                  |
| Moaiad Abdeen       | 21.5.1996      | Alamal SC Atbara         |
| Záložníci           |                |                          |
| Muhamed Kesra       | 25.10.1996     | Hay Al-Arab SC           |
| Mohamed Hossein     | 18.9.1998      | Al-Merrikh SC            |
| Abdel Raouf         | 18.7.1993      | Al-Hilal Club            |
| Gumaa Abas          | 3.11.1994      | Al-Hilal Club            |
| Mustafa Elfadni     | 24.10.1999     | Al-Hilal Club            |
| Mohamed Al Rashed   | 1.6.1994       | Al-Merrikh SC            |
| Sharif Omer         | 19.6.1992      | Al-Hilal ESC             |
| Dhiya Mahjoub       | 30.5.1995      | Al-Merrikh SC            |
| Suliman Zakaria     | 1.1.1995       | Hay Al-Arab SC           |
| Walieldin Khedr     | 15.9.1995      | Al-Hilal Club            |
| Captain Bashir      | 1.6.1994       | Alamal SC Atbara         |
| Alsheikh Muhamed    | 14.6.1997      | Chartúm NC               |
| Muhamed Almunzer    | 13.10.2000     | El Hilal SC El Obeid     |
| Útočníci            |                |                          |
| Mohamed Abdelrahman | 10.7.1993      | Al-Hilal Club            |
| Yasin Hamed         | 12.9.1999      | Nyíregyháza Spartacus FC |
| Al-Jezoli Nouh      | 24.10.2002     | Al-Merrikh SC            |
| Musab Ahmed         | 10.12.1993     | El Hilal SC El Obeid     |

## Skupina E

### Alžírsko
Hlavní trenér:  Džámil Belmádí
| Jméno               | Datum narození | Klub                        |
| Brankáři            | Brankáři       | Brankáři                    |
| ------------------- | -------------- | --------------------------- |
| Mustafa Zegbá       | 21.11.1990     | Damac FC                    |
| Alexandre Úkidža    | 19.7.1988      | FC Metz                     |
| Raís M'Bolhí        | 25.4.1986      | Al Ettifaq FC               |
| Obránci             |                |                             |
| Ajsa Mandí          | 22.10.1991     | Villarreal CF               |
| Mehdí Tahrát        | 24.1.1990      | Al-Gharafa SC               |
| Džámil bin Lamrí    | 25.12.1989     | Qatar SC                    |
| Muhammad Amín Túgai | 22.1.2000      | Espérance Sportive de Tunis |
| Abdelkádir Bedráne  | 2.4.1992       | Espérance Sportive de Tunis |
| Júsif Atál          | 17.5.1996      | OGC Nice                    |
| Ramy Bensebaini     | 16.4.1995      | Borussia Mönchengladbach    |
| Ilías Četí          | 22.1.1995      | Espérance Sportive de Tunis |
| Husín bin Ajáda     | 8.8.1992       | Étoile Sportive du Sahel    |
| Réda Halaimía       | 28.8.1996      | Beerschot AC                |
| Záložníci           |                |                             |
| Ramíz Zirúkí        | 26.5.1998      | FC Twente                   |
| Sufján Fighúlí      | 26.12.1989     | Galatasaray SK              |
| Jasín Brahímí       | 8.2.1990       | Al-Rayyan SC                |
| Haris Belkeblá      | 28.1.1994      | Stade Brestois              |
| Sufján bin Debká    | 9.8.1992       | Al Fateh SC                 |
| Faríd Búlaja        | 25.2.1993      | FC Metz                     |
| Adem Zorgane        | 6.1.2000       | R. Charleroi SC             |
| Ismaël Bennacer     | 1.12.1997      | AC Milán                    |
| Útočníci            |                |                             |
| Rijád Mahriz -      | 21.2.1991      | Manchester City FC          |
| Júsif Belaïlí       | 14.3.1992      | bez angažmá                 |
| Bagdád Búnedžáh     | 24.11.1991     | Al-Sadd SC                  |
| Islám Slimaní       | 18.6.1988      | Olympique Lyon              |
| Adám Únas           | 11.11.1996     | SSC Neapol                  |
| Muhammad Amín Amúra | 9.5.2000       | FC Lugano                   |
| Saïd Benrahma       | 10.8.1995      | West Ham United FC          |

### Rovníková Guinea
Hlavní trenér:  Juan Michá
| Jméno             | Datum narození | Klub                    |
| Brankáři          | Brankáři       | Brankáři                |
| ----------------- | -------------- | ----------------------- |
| Jesús Owono       | 1.3.2001       | Deportivo Alavés        |
| Mariano Mba       | 3.8.1999       | Deportivo Unidad        |
| Manuel Sapunga    | 23.11.1992     | Futuro Kings FC         |
| Felipe Ovono      | 26.7.1993      | Futuro Kings FC         |
| Obránci           |                |                         |
| Miguel Ángel Mayé | 8.12.1995      | Futuro Kings FC         |
| Marvin Anieboh    | 26.8.1997      | CP Cacereño             |
| Cosme Anvene      | 3.3.1990       | Deportivo Unidad        |
| Basilio Ndong     | 17.1.1999      | IK Start                |
| Carlos Akapo      | 12.3.1993      | Cádiz CF                |
| Saúl Coco         | 9.2.1999       | UD Las Palmas           |
| Esteban Obiang    | 7.5.1998       | Antequera CF            |
| Luis Meseguer     | 7.9.1999       | CDA Navalcarnero        |
| Luis Enrique Nsue | 16.1.1998      | Cano Sport Academy      |
| Záložníci         |                |                         |
| Federico Bikoro   | 17.3.1996      | Hércules CF             |
| Rubén Belima      | 11.2.1992      | Hércules CF             |
| José Machín       | 14.8.1996      | AC Monza                |
| Jannick Buyla     | 6.10.1998      | Gimnàstic de Tarragona  |
| Josete Miranda    | 22.7.1998      | Niki Volos FC           |
| Santiago Eneme    | 29.9.2000      | FC Nantes               |
| Pablo Ganet       | 4.11.1994      | Real Murcia             |
| Álex Balboa       | 6.3.2001       | Deportivo Alavés        |
| Javier Akapo      | 3.9.1996       | CD Ibiza Islas Pitiusas |
| Útočníci          |                |                         |
| Iban Salvador     | 11.12.1995     | CF Fuenlabrada          |
| Óscar Siafá       | 12.9.1997      | Olympiakos Volos FC     |
| Emilio Nsue -     | 30.9.1989      | bez angažmá             |
| Dorian Jr.        | 12.5.2001      | UP Langreo              |
| Luis Nlavo        | 9.7.2001       | SC Braga                |
| Pedro Oba Asu     | 18.5.2000      | Futuro Kings FC         |

### Pobřeží slonoviny
Hlavní trenér:  Patrice Beaumelle
| Jméno                  | Datum narození | Klub                           |
| Brankáři               | Brankáři       | Brankáři                       |
| ---------------------- | -------------- | ------------------------------ |
| Ira Eliezer Tapé       | 31.8.1997      | FC San Pédro                   |
| N'Drin Ulrich Edan     | 19.10.1992     | Academie de Foot Amadou Diallo |
| Badra Ali Sangaré      | 30.5.1986      | JDR Stars FC                   |
| Abdoul Karim Cissé     | 20.10.1985     | ASEC Mimosas                   |
| Obránci                |                |                                |
| Ghislain Konan         | 27.12.1995     | Stade Reims                    |
| Wilfried Kanon         | 6.7.1993       | Pyramids FC                    |
| Willy Boly             | 3.2.1991       | Wolverhampton Wanderers FC     |
| Odilon Kossounou       | 4.1.2001       | Bayer 04 Leverkusen            |
| Simon Deli             | 27.10.1991     | Adana Demirspor                |
| Serge Aurier -         | 24.12.1992     | Villarreal CF                  |
| Eric Bailly            | 12.4.1994      | Manchester United FC           |
| Záložníci              |                |                                |
| Jean Michaël Seri      | 19.7.1991      | Fulham FC                      |
| Franck Kessié          | 19.12.1996     | AC Milán                       |
| Maxwel Cornet          | 27.9.1996      | Burnley FC                     |
| Habib Maïga            | 1.6.1996       | FC Metz                        |
| Ibrahim Sangaré        | 2.12.1997      | PSV Eindhoven                  |
| Serey Dié              | 7.11.1984      | FC Sion                        |
| Hamed Junior Traorè    | 16.2.2000      | US Sassuolo Calcio             |
| Jean-Daniel Akpa-Akpro | 11.10.1992     | SS Lazio                       |
| Útočníci               |                |                                |
| Karim Konaté           | 21.4.2004      | ASEC Mimosas                   |
| Wilfried Zaha          | 10.11.1992     | Crystal Palace FC              |
| Jean Evrard Kouassi    | 25.9.1994      | Wu-chan Čuo-er                 |
| Jérémie Boga           | 3.1.1997       | US Sassuolo Calcio             |
| Max Gradel             | 30.11.1987     | Sivasspor                      |
| Nicolas Pépé           | 20.5.1995      | Arsenal FC                     |
| Sébastien Haller       | 22.6.1994      | AFC Ajax                       |
| Christian Kouamé       | 6.12.1997      | RSC Anderlecht                 |
| Yohan Boli             | 17.9.1993      | Al-Rayyan SC                   |

### Sierra Leone
Hlavní trenér:  John Keister
| Jméno                 | Datum narození | Klub                   |
| Brankáři              | Brankáři       | Brankáři               |
| --------------------- | -------------- | ---------------------- |
| Mohamed Nbalie Kamara | 29.4.1999      | East End Lions FC      |
| Ibrahim Sesay         | 18.10.2004     | Bo Rangers FC          |
| Isaac Caulker         | 25.1.1991      | FC Kallon              |
| Obránci               |                |                        |
| Osman Kakay           | 25.8.1997      | Queens Park Rangers FC |
| Kevin Wright          | 28.12.1995     | Örebro SK              |
| Steven Caulker        | 29.12.1991     | Gaziantep FK           |
| Yeami Dunia           | 16.12.1996     | Bo Rangers FC          |
| Umaru Bangura -       | 7.10.1987      | Neuchâtel Xamax        |
| David Sesay           | 18.9.1998      | Wealdstone FC          |
| Saidu Mansaray        | 21.2.2001      | Bo Rangers FC          |
| Daniel Francis        | 10.7.2002      | Rot Weiss Ahlen        |
| Záložníci             |                |                        |
| Mohamed Kamara        | 16.11.1987     | bez angažmá            |
| John Kamara           | 12.5.1988      | bez angažmá            |
| Kwame Quee            | 9.7.1996       | Víkingur Reykjavík     |
| Saidu Fofanah         | 14.9.1997      | FC Kallon              |
| Idris Kanu            | 5.12.1999      | Peterborough United FC |
| Issa Kallon           | 3.1.1996       | SC Cambuur             |
| Prince Barrie         | 18.8.1997      | Bo Rangers FC          |
| Saidu Bah Kamara      | 3.3.2002       | Bo Rangers FC          |
| Abu Dumbuya           | 29.1.1999      | East End Lions FC      |
| Útočníci              |                |                        |
| Augustine Williams    | 3.8.1997       | bez angažmá            |
| Kei Kamara            | 1.9.1984       | IFK Helsinky           |
| Sullay Kaikai         | 26.8.1995      | Wycombe Wanderers FC   |
| Alhaji Kamara         | 16.4.1994      | Randers FC             |
| Augustus Kargbo       | 24.8.1999      | FC Crotone             |
| Mohamed Buya Turay    | 10.1.1995      | Che-nan Ťien-jie       |
| Mustapha Bundu        | 27.2.1997      | Aarhus GF              |
| Musa Noah Kamara      | 6.8.2000       | bez angažmá            |

## Skupina F

### Gambie
Hlavní trenér:  Tom Saintfiet
| Jméno               | Datum narození | Klub                   |
| Brankáři            | Brankáři       | Brankáři               |
| ------------------- | -------------- | ---------------------- |
| Modou Jobe          | 27.10.1988     | Black Leopards FC      |
| Baboucarr Gaye      | 24.2.1998      | TuS Rot-Weiß Koblenz   |
| Sheikh Sibi         | 21.2.1998      | Virtus Verona          |
| Obránci             |                |                        |
| Omar Colley         | 24.10.1992     | UC Sampdoria           |
| James Gomez         | 14.11.2001     | AC Horsens             |
| Pa Modou Jagne -    | 26.12.1989     | FC Dietikon            |
| Noah Sonko Sundberg | 6.6.1996       | PFK Levski Sofia       |
| Mohammed Mbye       | 18.6.1989      | Ifö Bromölla IF        |
| Saidy Janko         | 22.10.1995     | Real Valladolid        |
| Bubacarr Sanneh     | 14.11.1994     | bez angažmá            |
| Ibou Touray         | 24.12.1994     | Salford City FC        |
| Záložníci           |                |                        |
| Yusupha Bobb        | 22.6.1996      | Piacenza Calcio 1919   |
| Dawda Ngum          | 2.9.1990       | bez angažmá            |
| Sulayman Marreh     | 15.1.1996      | KAA Gent               |
| Ebrima Darboe       | 6.6.2001       | AS Řím                 |
| Ebrima Sohna        | 14.12.1988     | Fortune FC             |
| Ebou Adams          | 15.1.1996      | Forest Green Rovers FC |
| Útočníci            |                |                        |
| Ablie Jallow        | 14.11.1998     | RFC Seraing            |
| Lamin Jallow        | 22.7.1994      | Fehérvár FC            |
| Assan Ceesay        | 17.3.1994      | FC Curych              |
| Musa Barrow         | 14.11.1998     | Bologna FC 1909        |
| Modou Barrow        | 13.10.1992     | Čonbuk Hyundai Motors  |
| Bubacarr Jobe       | 21.11.1994     | Norrby IF              |
| Ebrima Colley       | 1.2.2000       | Spezia Calcio          |
| Bubacarr Trawally   | 10.11.1994     | Ajman Club             |
| Muhammed Badamosi   | 27.12.1998     | KV Kortrijk            |
| Dembo Darboe        | 17.8.1998      | FK Šachtěr Salihorsk   |
| Yusupha Njie        | 3.1.1994       | Boavista FC            |

### Mali
Hlavní trenér:  Mohamed Magassouba
| Jméno                | Datum narození | Klub                      |
| Brankáři             | Brankáři       | Brankáři                  |
| -------------------- | -------------- | ------------------------- |
| Ibrahim Mounkoro     | 23.2.1990      | TP Mazembe                |
| Djigui Diarra        | 27.2.1995      | Young Africans SC         |
| Ismael Diawara       | 11.11.1994     | Malmö FF                  |
| Obránci              |                |                           |
| Hamari Traoré -      | 27.1.1992      | Stade Rennais FC          |
| Charles Traoré       | 1.1.1992       | FC Nantes                 |
| Boubakar Kouyaté     | 15.4.1997      | FC Metz                   |
| Massadio Haïdara     | 2.12.1992      | RC Lens                   |
| Moussa Sissako       | 10.11.2000     | Standard Lutych           |
| Senou Coulibaly      | 4.9.1994       | Dijon FCO                 |
| Mamadou Fofana       | 21.1.1998      | Amiens SC                 |
| Falaye Sacko         | 1.5.1995       | Vitória SC                |
| Issaka Samaké        | 20.10.1994     | Horoya AC                 |
| Záložníci            |                |                           |
| Amadou Haidara       | 31.1.1998      | RB Leipzig                |
| Diadie Samassékou    | 11.1.1996      | TSG 1899 Hoffenheim       |
| Lassana Coulibaly    | 10.4.1996      | US Salernitana 1919       |
| Yves Bissouma        | 30.8.1996      | Brighton & Hove Albion FC |
| Adama Noss Traoré    | 28.6.1995      | Hatayspor                 |
| Aliou Dieng          | 16.10.1997     | Al-Ahly SC                |
| Mohamed Camara       | 6.1.2000       | FC Red Bull Salzburg      |
| Rominigue Kouamé     | 7.12.1996      | Troyes AC                 |
| Hamidou Traoré       | 7.10.1996      | Giresunspor               |
| Útočníci             |                |                           |
| Moussa Doumbia       | 15.8.1994      | Stade Reims               |
| El Bilal Touré       | 7.10.1996      | Stade Reims               |
| Kalifa Coulibaly     | 21.8.1991      | FC Nantes                 |
| Adama Malouda Traoré | 5.6.1995       | FC Šeriff Tiraspol        |
| Ibrahima Koné        | 16.6.1999      | Sarpsborg 08 FF           |
| Moussa Djenepo       | 15.6.1998      | Southampton FC            |
| Lassine Sinayoko     | 8.12.1999      | AJ Auxerre                |

### Mauritánie
Hlavní trenér:  Didier Gomes Da Rosa
| Jméno                | Datum narození | Klub                   |
| Brankáři             | Brankáři       | Brankáři               |
| -------------------- | -------------- | ---------------------- |
| M'Backé N'Diaye      | 19.12.1994     | Nouakchott Kings       |
| Mohamed El Mokhtar   | 10.10.2002     | AS Douanes             |
| Babacar Diop         | 17.9.1995      | FC Nouadhibou          |
| Obránci              |                |                        |
| Souleymane Karamoko  | 29.7.1992      | AS Nancy               |
| Aly Abeid            | 11.12.1997     | Valenciennes FC        |
| Harouna Abou Demba   | 31.12.1991     | bez angažmá            |
| Abdoul Ba -          | 8.2.1994       | Al-Ahly SC             |
| Diadié Diarra        | 23.1.1993      | GOAL FC                |
| Souleymane Doukara   | 29.9.1991      | Giresunspor            |
| Houssen Abderrahmane | 3.2.1995       | Francs Borains         |
| Hassan Houbeib       | 31.10.1993     | Al-Zawraa SC           |
| Záložníci            |                |                        |
| Khassa Camara        | 22.10.1992     | NorthEast United FC    |
| Guessouma Fofana     | 17.12.1992     | CFR Kluž               |
| Almike N'Diaye       | 26.10.1996     | GOAL FC                |
| Mohamed Dellahi Yali | 1.11.1997      | Al-Nasr SC             |
| Abdallahi Mahmoud    | 4.5.2000       | NK Istra 1961          |
| Bodda Mouhsine       | 18.6.1994      | FC Nouadhibou          |
| Mouhamed Soueid      | 31.12.1991     | FC Nouadhibou          |
| Yacoub Sidi Ethmane  | 10.12.1995     | AS Vita Club           |
| Beyatt Lekweiry      | 11.4.2005      | AS Douanes             |
| Abdoulkader Thiam    | 3.10.1998      | US Boulogne            |
| Útočníci             |                |                        |
| Idrissa Thiam        | 2.9.2000       | ASAC Concorde          |
| Hemeya Tanjy         | 1.5.1998       | FC Nouadhibou          |
| Adama Ba             | 27.8.1993      | RS Berkane             |
| Oumar Camara         | 19.8.1992      | PFK Beroe Stara Zagora |
| Ibréhima Coulibaly   | 30.8.1989      | Le Mans FC             |
| Pape Ibnou Ba        | 5.1.1993       | Le Havre AC            |
| Aboubakar Kamara     | 7.3.1995       | Aris Soluň             |

### Tunisko
Hlavní trenér:  Mundír Kibájir
| Jméno                    | Datum narození | Klub                        |
| Brankáři                 | Brankáři       | Brankáři                    |
| ------------------------ | -------------- | --------------------------- |
| Farúk bin Mustafa        | 1.7.1989       | Espérance Sportive de Tunis |
| Ajmán Dámen              | 28.1.1997      | CS Sfaxien                  |
| Bešír bin Saíd           | 29.11.1992     | US Monastir                 |
| Alí Džamál               | 9.6.1990       | Étoile Sportive du Sahel    |
| Obránci                  |                |                             |
| Bílel Ífa                | 9.3.1990       | Club Africain               |
| Montassár Talbí          | 26.5.1998      | FK Rubin Kazaň              |
| Omar Rekík               | 20.12.2001     | Arsenal FC                  |
| Usáma Hadadí             | 28.1.1992      | Yeni Malatyaspor            |
| Dylan Bronn              | 19.6.1995      | FC Metz                     |
| Alí Maalúl               | 1.1.1990       | Al-Ahly SC                  |
| Alí Abdí                 | 20.12.1993     | SM Caen                     |
| Muhammad Dräger          | 25.6.1996      | Nottingham Forest FC        |
| Hamzá Maslúsí            | 25.7.1992      | Zamalek SC                  |
| Muhammad Amín bin Hamída | 15.12.1995     | Espérance Sportive de Tunis |
| Záložníci                |                |                             |
| Saíf-Edín Cháví          | 27.4.1995      | Clermont Foot               |
| Hannibal Mejbrí          | 21.1.2003      | Manchester United FC        |
| Muhammad Alí bin Romdáne | 6.9.1999       | Espérance Sportive de Tunis |
| Alljís Schirí            | 10.5.1995      | 1. FC Köln                  |
| Ghailín Čaalalí          | 28.2.1994      | Espérance Sportive de Tunis |
| Hamzá Rafía              | 22.4.1999      | Standard Lutych             |
| Anís bin Slímane         | 16.3.2001      | Brøndby IF                  |
| Ajsá Lajdúní             | 13.12.1996     | Ferencvárosi TC             |
| Útočníci                 |                |                             |
| Júsef Msakní -           | 28.10.1990     | Al-Arabi SC                 |
| Joan Túžár               | 28.11.1986     | Troyes AC                   |
| Vahbí Chazrí             | 8.2.1991       | AS Saint-Étienne            |
| Seifedin Džazírí         | 12.2.1993      | Zamalek SC                  |
| Najím Slití              | 27.7.1992      | Al Ettifaq FC               |
| Esám Jebalí              | 25.12.1991     | Odense BK                   |